# Избори за градоначелника Новог Сада 2004.
Избори за градоначелника Новог Сада 2004. су одржани 19. септембра 2004. као део локалних избора 2004. и до данас (2020) су једини избори на којима се градоначелник бирао директно. Кандидат Српске радикалне странке Маја Гојковић је за око 700 гласова победила актуелног градоначелника Борислава Новаковића из Демократске странке, чиме је постала прва жена градоначелник у историји Новог Сада.